# Club Alianza Atlético de Sullana
Maillots
Actualités
Dernière mise à jour : 24 décembre 2024.
Le Club Alianza Atlético est un club péruvien de football basé à Sullana, au nord du pays. Il a été fondé le 18 janvier 1920 et joue en 1re division du Pérou.

## Histoire
Le Club Alianza Atlético se fait remarquer pour la première fois en 1984, lors de la Copa Perú, en terminant à la 2e place derrière Los Espartanos de Pacasmayo. Il accède en première division en 1988 et sa première année au plus haut niveau est remarquable puisque le club termine troisième. Un an plus tard, l'Alianza Atlético rate l'occasion de participer à la Copa Libertadores en chutant 2-0 face au Sporting Cristal en finale de « la liguilla del apertura » (le mini-championnat d'ouverture).
Le club s'est tout de même qualifié trois fois pour les compétitions sud-américaines. En 2004, il dispute sa première Copa Sudamericana et est placé dans le groupe Pérou-Colombie. Après avoir disposé du Coronel Bolognesi dans le match préliminaire au Pérou, il est éliminé par les Colombiens du Junior de Barranquilla. En 2005, il participe de nouveau à cette compétition. Comme en 2004, il bat son homologue péruvien (Universitario de Deportes) lors du tour préliminaire. Mais cette fois, c'est le club chilien de la Universidad Católica qui l'en élimine. La troisième participation de l'Alianza Atlético à la Copa Sudamericana a eu lieu en 2009. Après s'être débarrassé du club vénézuélien du Deportivo Anzoátegui, lors de la phase préliminaire, Alianza Atlético est éliminé en huitièmes de finale par le club brésilien de Fluminense.
En revanche, l'année fut difficile en championnat. Le club se sauva de la relégation lors de la 44e et dernière journée avec un seul point d'avance sur le premier relégué. Bis repetita en 2010, où le club garde sa place dans l'élite avec encore un point d'avance. Seulement, en 2011, le point d'écart est cette fois-ci en défaveur du club. En effet, pour un seul point, Alianza Atlético est relégué à l'issue du championnat.
En décembre 2014, l'Alianza Atlético se voit bénéficier d'une résolution de la FIFA qui l'autorise à remonter en D1 à partir de 2015. Néanmoins, trois ans plus tard, il redescend en deuxième division à l'issue du championnat 2017, chaotique en tout point, puisque le club voit défiler cinq entraîneurs à sa tête durant la saison.
L'Alianza Atlético commémore de la meilleure des façons son centenaire d'existence en remportant le championnat de 2e division en 2020 (victoire 2-1ap en finale aux dépens du Juan Aurich) ce qui lui permet de revenir en D1 en 2021.

## Résultats sportifs

### Palmarès
| Compétitions nationales | Compétitions régionales |
| - Tournoi de clôture : - Deuxième : 2003. - Championnat du Pérou de deuxième division (1) : - Champion : 2020. - Vice-champion : 2019. - Copa Perú : - Finaliste : 1984. | - Championnat du Nord (5) : - Vainqueur : 1988, 1989-I, 1989-II, 1990-II et 1991-II. - Ligue de la région de Piura (3) : - Vainqueur : 1966, 1968 et 1984. |

### Bilan et records
- Saisons au sein du championnat du Pérou : 31 (1988-2011 / 2015-2017 / 2021-).
- Saisons au sein du championnat du Pérou de deuxième division : 3 (2018-2020).
- Participations en compétitions internationales : 3.
  - Copa Sudamericana 2004 : 1er tour.
  - Copa Sudamericana 2005 : 1er tour.
  - Copa Sudamericana 2009 : 8e de finale.
- Plus large victoire obtenue en compétition officielle à domicile : Alianza Atlético 8:0 Serrato Pacasmayo (Championnat D2 2018)[17].

## Structures du club

### Estadio Campeones del 36
Le stade Campeones del 36 est le siège habituel des matchs de l'Atlético Sullana. Il tire son nom en raison de la victoire de la sélection de Sullana lors du championnat national amateur de 1936 (une ancienne compétition non professionnelle regroupant des équipes régionales du Pérou). Il subit une rénovation complète après neuf ans de fermeture et rouvre en août 2018 avec une capacité de 12 000 places.
Les travaux de rénovation obligèrent le club à évoluer dans d'autres enceintes telles l'Estadio Melanio Coloma, l'Estadio Víctor Montero Zapata et même l'Estadio Miguel Grau de la ville de Piura.

## Personnalités historiques de l'Alianza Atlético

### Joueurs

#### Grands noms
- Jorge Ágapo Gonzales[20]
- Ricardo Zegarra, meilleur buteur du championnat 1997 (17 buts).
- Robinson Aponzá, meilleur buteur du championnat 2016 (30 buts).
- Jair Córdova, meilleur buteur du championnat D2 2018 (23 buts).
- Víctor Perlaza, meilleur buteur du championnat D2 2020 (7 buts).

#### Effectif actuel (2023)
Source consultée : Fútbolperuano.com.
| N° | Nat.                 | Poste | Nom du joueur     |
| -- | -------------------- | ----- | ----------------- |
|    | Drapeau de l'Uruguay | G     | Diego Melián      |
|    | Drapeau du Pérou     | G     | Jeremy Aguirre    |
|    | Drapeau du Pérou     | G     | Federico Nicosia  |
|    | Drapeau du Pérou     | D     | Jesús Mendieta    |
|    | Drapeau du Pérou     | D     | Aryan Romaní      |
|    | Drapeau de l'Uruguay | D     | Angelo Pizzorno   |
|    | Drapeau du Pérou     | D     | Joaquín Aguirre   |
|    | Drapeau du Pérou     | D     | Jesús Reyes       |
|    | Drapeau de l'Uruguay | D     | Santiago Arias    |
|    | Drapeau du Pérou     | D     | Manuel Ganoza     |
|    | Drapeau du Pérou     | D     | Luigi Albuquerque |
|    | Drapeau du Pérou     | D     | Marcos Ortiz      |
|    | Drapeau du Pérou     | D     | Aldair Perleche   |
|    | Drapeau du Pérou     | D     | José Racchumick   |
|    | Drapeau du Pérou     | M     | Flavio Fernández  |

| No. | Nat.                   | Position | Nom du joueur       |
| --- | ---------------------- | -------- | ------------------- |
|     | Drapeau du Pérou       | M        | Joaquín Aguirre     |
|     | Drapeau du Pérou       | M        | Piero Serra         |
|     | Drapeau de la Colombie | M        | Roger Torres        |
|     | Drapeau du Pérou       | M        | Jeremy Canela       |
|     | Drapeau du Pérou       | M        | Luis Duque          |
|     | Drapeau du Pérou       | M        | Emanuel Ibáñez      |
|     | Drapeau du Pérou       | M        | Miguel Cornejo      |
|     | Drapeau du Pérou       | M        | José Manzaneda      |
|     | Drapeau du Pérou       | M        | Juan Pablo Carranza |
|     | Drapeau du Pérou       | M        | Jean Pierre Mendoza |
|     | Drapeau du Pérou       | M        | Mauricio Matzuda    |
|     | Drapeau du Pérou       | A        | Guillermo Larios    |
|     | Drapeau du Pérou       | A        | Leonardo de la Cruz |
|     | Drapeau du Pérou       | A        | Santiago Rebagliati |
|     | Drapeau du Paraguay    | A        | Adrián Fernández    |

### Entraîneurs

#### Entraîneurs marquants
- Roberto Drago Maturo, finaliste de la Copa Perú en 1984[22].
- Sabino Bártoli, entraìneur récurrent dans les années 1990, vainqueur du Torneo Regional Norte en 1988 et 1990-II[23].
- José Fernández Santini, vainqueur du Torneo Regional Norte en 1989-I et 1989-II[23].
- Teddy Cardama Sinti, entraîneur récurrent dans les années 2000 et 2010.
- Gustavo Roverano (en), vice-champion de 2e division en 2019.
- Jahir Butrón, champion de 2e division en 2020.

#### Liste des entraîneurs
| - Roberto Drago Maturo (1984) - Sabino Bártoli (1988) - José Fernández Santini (1989) - José del Castillo (1989-1990) - Sabino Bártoli (1990-1991) - Julio Gómez (1992) - Sabino Bártoli (1992) - Ronald Amoretti (1993) - Sabino Bártoli (1993-1994) - Rafael Castañeda (1994) - Oreste Passapera / Roberto Aliaga (1994) - Roberto Drago Maturo (1994) - Ramón Quiroga (1995) - Roberto Aliaga / Gustavo Vallejo (1995) - Freddy Ternero (1995) - Juan Ramón Silva (1996) - Sabino Bártoli (1996) - Rufino Bernales (1997) - Miguel Ángel Arrué (1997) - Teddy Cardama Sinti (1997-1999) - Mario Palacios (1999) - Mario Jacquet (1999) - Rafael Castillo Lazón (2000-2001) - Mario Palacios (2001) | - Teddy Cardama Sinti (2002) - José "Chepe" Torres (2002) - Mario Palacios (2002) - Eduardo Malásquez (2003) - Johano Bermúdez (2003) - Teddy Cardama Sinti (2003-2004) - Mario Palacios (2004) - Teddy Cardama Sinti (2005) - José "Chepe" Torres (2005) - Omar Gárate (2006) - Mario Palacios (2006) - Eduardo Asca (2006-2007) - Teddy Cardama Sinti (2007-2010) - Héctor Valle (intérim) (2010) - Johano Bermúdez (2010) - Roque Alfaro (2011) - Roberto Arrelucea (2011) - Teddy Cardama Sinti (2015) - Gustavo Roverano (2016) - Nahuel Martínez (2017) | - Teddy Cardama Gallardo (intérim) (2017) - Miguel Miranda (2017) - Jorge Arteaga (2017) - Walter Aristizábal (2017) - Flavio Robatto (2018) - Guido Medina (2018) - Orlando Lavalle (2019) - Gustavo Roverano (2019) - Teddy Cardama Sinti (2020) - Jahir Butrón (2020-2021) - Teddy Cardama Sinti (2021) - Héctor Valle (intérim) (2021) - Marcelo Vivas (2021) - Mario Viera (2022) - Carlos Desio (2023) - Jorge Ágapo Gonzales (intérim) (2023) - Carlos Compagnucci (2023) - Jorge Ágapo Gonzales (2023) - Luciano Theiler (2024-) |

## Culture populaire

### Rivalités
L'Alianza Atlético entretient des rivalités régionales avec l'Atlético Grau, de la ville de Piura, et l'Atlético Torino, de Talara, ces trois clubs se disputant la suprématie régionale dans le département de Piura. Le club a l'occasion de disputer un derby avec le Club Jorge Chávez, issu également de Sullana, rivalité connue sous le nom du Clásico del Chira.